# 地対地ミサイル
地対地ミサイル（ちたいちミサイル、英語: surface-to-surface missile, SSM / ground-to-ground missile, GGM）は、地上から発射され地上の目標に対して使用されるミサイル。

## 種類
全て地上から発射されるものに限定される。
- 弾道ミサイル
- 対戦車ミサイル